# Манк (филм)
Манк (енгл. Mank) амерички је црно-бели биографско-драмски филм из 2020. године о сценаристи Херману Џ. Манкевицу и његовом развоју сценарија за филм Грађанин Кејн (1941). Црно-бели филм је режирао Дејвид Финчер, темељен на сценарију његовог оца Џека Финчера, док су филм продуцирали Син Чафин, Даглас Урбански и Ерик Рот. Гари Олдман игра насловну улогу, док споредне улоге играју Аманда Сајфред, Лили Колинс, Арлис Хауард, Том Пелфри, Сем Траутон, Фердинанд Кингсли, Тапенс Мидлтон, Том Берк, Џозеф Крос, Џејми Макшејн, Тоби Леонард Мур, Моника Гросман и Чарлс Денс.
Сценарио је написао Џек Финчер деведесетих година прошлог века, а Дејвид га је првобитно намеравао снимити након што је завршио филм Игра (1997), са Кевином Спејсијем и Џоди Фостер у главним глумцима. То се никада није остварило, а Џек Финчер је умро 2003. На крају је пројекат званично најављен у јулу 2019. године, а снимање се одвијало од новембра 2019. до фебруара 2020. по Лос Анђелесу. Да би одао почаст филмовима из 1930-их, Манк је снимљено као црно-бело филм помоћу камера RED-а.
Филм је 13. новембра 2020. године имао ограничено биоскопско издање, а 4. децембра почео је стримовање на Netflix-у. Филм је добио позитивне критике критичара, који су похвалили Финчерову режију, као и глуму (посебно Олдмана и Сајнфред), кинематографију, продукцијске вредности и музику. Филм је освојио 10 водећих номинација на 93. додели Оскара, укључујући за најбољи филм, најбољег редитеља (Финчер), најбољег глумца (Олдман) и најбољу глумицу у споредној улози (Сајнфред), а освојио је за најбољу сценографију и најбољу фотографију. Такође је добио шест водећих номинација на 78. додели Златних глобуса, укључујући за најбољи филм – драма.

## Радња
Године 1940, Орсон Велс добија потпуну креативну слободу за свој следећи пројекат од стране RKO-а. За сценарио, Велс регрутује Хермана Џ. Манкевица, који се налази у Викторвилу, опорављајући се од сломљене ноге коју је задобио у саобраћајној несрећи. Херман диктира сценарио својој секретарици, Рити Алекандер, која примећује сличности између главног лика (Чарлс Фостер Кејн) и Вилијама Рандолфа Херста. Продуцент, Џон Хаусман, забринут је због Хермановог густог, нелинеарног сценарија, док Херманов брат, Џозеф, брине да би то могло наљутити моћног Херста.
Године 1930, Херман посећује локацију MGM-а, где он и главна женска улога, Марион Дејвис, препознају једно друго. Она га упознаје са Херстом, њеним доброчинитељем и љубавником, који се свидео Херману. Године 1933, Херман и његова супруга, Сара, присуствују рођенданској забави Луја Б. Мејера у Херст-каслу са многим холивудским великанима. Они расправљају о успону Трећег рајха и предстојећим изборима за гувернере, посебно о кандидату Аптону Синклеру. Херман и Марион одлазе у шетњу где се повезују око дискусија о политици и филмској индустрији.
Године 1940, Хаусман постаје нестрпљив због Хермановог недостатка напретка. Рита је такође забринута због времена писања и Хермановог алкохолизма. Завршио је сценарио на време. Хаусман је импресиониран, али подсећа Хермана да неће добити заслуге за свој рад.
Године 1934, Херман и Џозеф почињу радити у MGM-у под Мејером. Руководиоци студија, укључујући Ирвинга Талберга, активно раде против Синклерове кампање за гувернера. Студио продуцира пропагандне филмове за клеветничку кампању, финансирану од стране Херста, против Синклера. Херман прилази Марион да повуче филмове, али није успела јер је већ напустила студио за Warner Bros. Херман и Сара су касније присуствовали изборној ноћној забави у ноћном клубу Трокадеро, где Мејер проглашава победника, Франка Меријама. Херманова колегиница, редитељка Шели Метцалф, пуца и убија се након што јој је дијагностикована Паркинсонова болест и обузета кривицом због његове улоге у кампањи подметања, упркос томе што је лично подржала Синклера.
Године 1940, Чарлс Ледерер преузима Херманов сценарио да би га испоручио студију. Џозеф посећује Хермана након што га је прочитао, упозоривши га на Херстову реакцију и како би то могло утицати на Марион. Он ипак верује да је то најбоља ствар коју је Херман икада написао. Марион такође долази и даје све од себе да убеди Хермана да промени сценарио, али без успеха. Рекла је Херману да ће покушати да спречи стварање слике.
Године 1937, Херман уништава журку у Херст-каслу, где пијано излаже идеју за филм који ће касније написати, увредивши све присутне, укључујући Херста, Мејера и Марион. Побеснели Мејер открива да је Херман на Херстовом платном списку и назива га дворском лудом. Херст му прича алегорију о мајмуну и брусилици оргуља и испраћа га.
Године 1940, упркос Херстовом притиску, Велс је одлучан у намери да сними филм и намерава да поново напише текст без Хермана. Он посећује Хермана и нуди му откуп. Међутим, одустајући од услова уговора, Херман тражи заслуге за сценарио, проглашавајући га својим највећим делом. Узнемирен Велс каже Херману да је отишао уместо њега пре него што је љутито отишао. Херман на крају добија заједничке заслуге са Велсом, а они добијају Оскара за најбољи оригинални сценарио (Грађанин Кејн) две године касније.

## Улоге
- Гари Олдман као Херман Џ. Манкевиц
- Аманда Сајфред као Марион Дејвис
- Лили Колинс као Рита Александер, Херманова секретарица, по којој Сузан Александер Кејн добија своје име.[6]
- Арлис Хауард као Луј Б. Мејер
- Том Пелфри као Џозеф Л. Манкевиц
- Чарлс Денс као Вилијам Рандолф Херст
- Сем Траутон као Џон Хаусман
- Фердинанд Кингсли као Ирвинг Талберг
- Тапенс Мидлтон као Сара Манкевиц
- Том Берк као Орсон Велс
- Џозеф Крос као Чарлс Ледерер
- Џејми Макшејн као Шели Меткалф, редитељ тест снимања и Херманов пријатељ.[7] Иако је Метцалф измишљен, Феликс Е. Фајст је био режисер пробног снимка у MGM-у, који је снимао пропагандне филмове против Аптона Синклера које Меткалф снима у филму Манк.[7]
- Тоби Леонард Мур као Дејвид О. Селзник
- Моника Гросман као Фраулејн Грида, Херманова кућна помоћница
- Левен Рамбин као Ив Меткалф, Шелијева супруга
- Бил Нај као Аптон Синклер
- Џеф Хармс као Бен Хехт
- Крејг Роберт Јанг као Чарли Чаплин

Приказују се многе друге холивудске иконе, као што су Џорџ С. Кауфман, Грета Гарбо, Јосеф фон Стернберг, Норма Ширер, Еленор Бордман, Џоун Крофорд, Џералдина Фицџералд, Били Дав, Рексфорд Тагвел, Бети Дејвис, Кларк Гејбл, Чарлс Макартур, Дарил Ф. Занук, С. Џ. Перелман, Карол Ломбард и Еди Кантор.